# Peter Tallberg
Pour les articles homonymes, voir Tallberg.
Peter Julius Tallberg (né le 15 juillet 1937 à Helsinki, et mort le 16 mai 2015) est un sportif finlandais, spécialiste de la voile qui a participé aux Jeux olympiques de 1960, 1964 (où il obtient son meilleur résultat, 4e), 1968, 1972 et 1980. Il a été le porte-drapeau de la délégation finlandaise aux Jeux olympiques d'été de 1980 à Moscou.
Il est membre du Comité international olympique depuis 1976, ce qui en faisait en 2015 le deuxième plus ancien membre, après Vitali Smirnov (né en 1935).
Il est le petit-fils de Bertil Tallberg, le cousin de Georg Tallberg et le petit-neveu de Gunnar Tallberg, tous médaillés olympiques de voile.